# موتیف (موسیقی)
موتیف (به فرانسوی و انگلیسی: motif) کوچک‌ترین واحد دارای مفهوم در موسیقی است. همان‌طور که در زبان‌شناسی، هر جمله از چند کلمه تشکیل شده، در موسیقی هر جمله دربردارندهٔ چند موتیف است. اما در این میان تفاوت‌هایی وجود دارد؛ مثلاً چندان مشخص نیست که موتیف در چه بازه‌ای از موسیقی قرار دارد. فرق موتیف با تِم (زمینهٔ موسیقایی) در یک قطعهٔ موسیقی این است که موتیف از تِم کوتاه‌تر و در واقع قسمتی از آن است.
موتیف به‌طور رایج به عنوان کوچک‌ترین زیربخش یک تم یا عبارت که همچنان مشخصهٔ خودش به‌عنوان یک ایدهٔ موسیقایی را حفظ می‌کند، در نظر گرفته می‌شود.

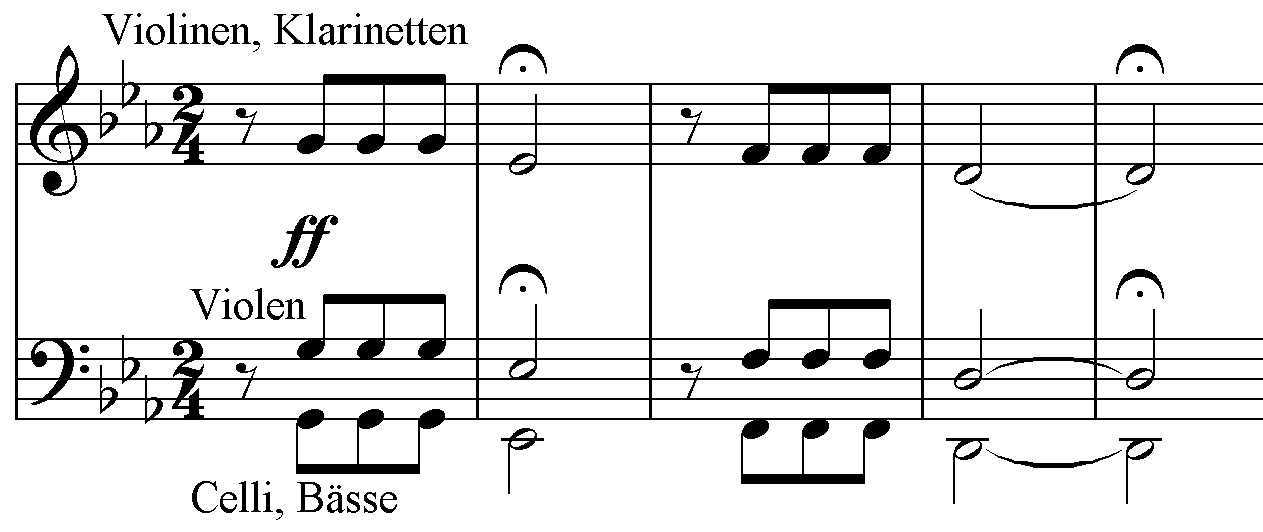

در سمفونی پنجم بتهوون، یک فیگور چهار نتی مهم‌ترین موتیف اثر شده و از لحاظ هارمونی و ملودی گسترش داده شده تا تم اصلی موومان نخست فراهم شود.
در ساخت آهنگ، نیاز است برای ادامهٔ موسیقی، موتیف را چند بار تکرار کنند یا موتیف‌های دیگر را به آن وصل کنند. با اینکه تکرار بخش‌هایی که به هم وصل‌شده‌اند ضروری است و تکرار زیاد موجب یکنواخت‌شدن می‌شود، با خلاقیت‌های مختلف تلاش می‌کنند تغییرات گوناگونی را ایجاد نمایند تا در کنار حفظ یگانگی، تنوع را نیز رعایت کرده باشند.
در حالت کلی موتیف‌ها در تکرار تغییر نمی‌کنند و گسترش نمی‌یابند، بلکه معمولاً، به طوری پی در پی یا به تناوب طی قطعه ظاهر می‌شوند، و سهمی به سزا در ایجاد احساس وحدت دارند.